# Vallis

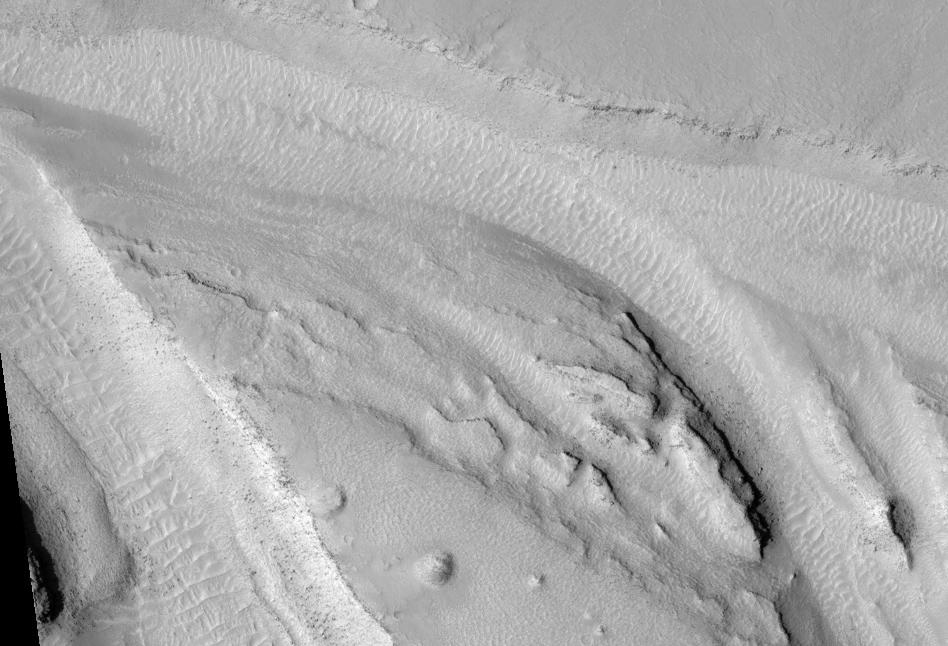
Vue de Hrad Vallis.

Vallis (pluriel valles) est un mot d'origine latine qui désigne une vallée. Il est utilisé sur la Lune, Mars, Vénus, etc. pour décrire des vallées aux formes très diverses. Ainsi, vallis s'applique tout aussi bien au gigantesque système de canyon de Valles Marineris qu'à des vallées peu profondes et mal définies comme Simud Vallis dans Xanthe Terra.
Sur Mars, les vallées larges portent le plus souvent le nom donné à la planète rouge dans différentes langues : Ares signifie Mars en latin, Al-Qahira désigne Mars en arabe, en indonésien et en malais, Auqakuh en Inca, Bahram en perse, Hrad en arménien, Hor Desher en égyptien, Kasei en japonais, Maja en népalais, Mangala en sanscrit, Mawrth en gallois, Ma'adim en hébreu, Nirgal en babylonien. Il peut également s'agir plus rarement de la traduction du mot étoile : Dao Vallis fait référence à Dao, le terme thaïlandais pour décrire une étoile et Reull à une planète en gaélique.
Les vallées martiennes plus petites sont nommées d'après le nom de rivières terrestres célèbres : Dubis Vallis fait référence à la rivière du Doubs en France, Loire Vallis à la Loire.